# Carstairs, Skottland
Carstairs är en ort i Storbritannien. Den ligger i kommunen South Lanarkshire och riksdelen Skottland, i den centrala delen av landet, 500 km nordväst om huvudstaden London. Carstairs ligger 209 meter över havet och antalet invånare är 691.
Terrängen runt Carstairs är platt. Runt Carstairs är det mycket glesbefolkat, med 6 invånare per kvadratkilometer. Närmaste större samhälle är Wishaw, 16,2 km nordväst om Carstairs. Trakten runt Carstairs består i huvudsak av gräsmarker.